# Havre North
Havre North é uma Região censo-designada localizada no estado americano de Montana, no Condado de Hill.

## Demografia
Segundo o censo americano de 2000, a sua população era de 973 habitantes.

## Geografia
De acordo com o United States Census Bureau tem uma área de
8,7 km², dos quais 8,7 km² cobertos por terra e 0,0 km² cobertos por água.

## Localidades na vizinhança
O diagrama seguinte representa as localidades num raio de 12 km ao redor de Havre North.